# Дејан Микавица
Дејан Микавица (12. август 1964 — 2. новембар 2022) био је српски политичар и историчар. У Народној скупштини Србије био је од 2004. до 2007. године као посланик Демократске странке Србије (ДСС).

## Младост и каријера
Основну школу је похађао у новосадском насељу Детелинара, а гимназију је завршио у Сремским Карловцима . Дипломирао је на Одељењу за историју Филозофског факултета у Новом Саду, магистрирао на Универзитету у Београду и докторирао . на Универзитету у Новом Саду, где је касније радио као професор. Био је шеф Катедре за историју универзитета од 2004. до 2015. године, а потом је председавао Управним одбором Музеја Војводине од 2016. до смрти. Велики део његовог академског рада био је усмерен на деловање српске политичке елите у Аустроугарској.

## Политички рад
ДСС је 2000. године постао део Демократске опозиције Србије (ДОС), широке и идеолошки разнолике коалиције партија супротстављених ауторитарној власти Слободана Милошевића . Кандидат ДОС-а Војислав Коштуница победио је Милошевића на југословенским председничким изборима 2000. године, што је преломни тренутак у српској политици. ДОС је такође освојио неколико убедљивих победа на истовременим локалним изборима у Србији 2000. године, укључујући и Нови Сад. ДСС је у почетку био део градске власти након избора, али је раскинуо са ДОС-ом и прешао у опозицију средином 2001. године. Убрзо након тога, Микавица је постао председник одбора странке у граду. У овој улози сврстао се у национално-конзервативно крило странке и био је гласни противник преосталих партија у администрацији ДОС-а. Неки чланови ДСС-а, укључујући Драгана Маршићанина, критиковали су његово вођство.
Микавица је на парламентарним изборима у Србији 2003. био на двадесет трећој позицији на изборној листи ДСС-а и добио је мандат када је листа освојила педесет три мандата. (Од 2000. до 2011. године, мандати на парламентарним изборима у Србији додељивани су странкама или коалицијама спонзорима, а не појединачним кандидатима, а уобичајена пракса је била да се мандати додељују по бројчаном реду.)  Постао је посланик када се састала нова скупштина у јануару 2004.
ДСС је после избора постао доминантна странка у српској коалиционој влади, а Микавица је био присталица власти. Био је члан одбора за уставна питања и одбора за европске интеграције. Председавао је и управним одбором Србијагаса и за то време био саветник генералног директора Спенса.
Микавица се нашао на другом месту на листи ДСС-а за Скупштину Војводине на покрајинским изборима 2004. године ; листа је освојила четири мандата, а он касније није уврштен у њену скупштинску делегацију. Био је и кандидат ДСС-а за градоначелника Новог Сада на истовременим локалним изборима у Србији 2004. године и завршио је пети против кандидата Српске радикалне странке ( СРС) Маје Гојковић у првом кругу гласања. Он је, на приговоре руководства ДСС-а, у другом кругу подржао Гојковићеву. После њене тесне победе, довео је ДСС у коалицију са СРС на нивоу града. Руководство ДСС је одговорило распуштањем одбора странке у граду; и поред тога, делегати ДСС-а у градској скупштини остали су у савезу са радикалима у наредном мандату.
Дана 3. септембра 2006. године, Микавица је учествовао у саобраћајној несрећи у којој је један пешак задобио тешке телесне повреде. Касније је проглашен кривим за изазивање несреће проласком на црвено, пресуда која је потврђена у жалбеном поступку. Микавица је негирао оптужбу. У току судског поступка откривено је да је Микавица бесплатно користио аутомобиле СПЦ Војводина у приватне сврхе и да је тим аутомобилом управљао када се догодила незгода. Оставку на место саветника генералног директора СПЦ Војводине поднео је новембра 2006. године.
Микавица није био кандидат на парламентарним изборима 2007. и искључен је из ДСС-а касније током године. Године 2009. приступио је Српској напредној странци ( Српска напредна странка, СНС).

## Смрт
Микавица је преминуо 2. новембра 2022. године.
Маја Гојковић, која је до тада била министарка СНС у Влади Србије, послала је телеграм саучешћа.

## Одабрана дела
- Микавица, Дејан (2004). Последњи српски панкалист: Политичко-филозофска биографија Лазе Костића. Нови Сад: Stylos.
- Микавица, Дејан (2005). Српска Војводина у Хабсбуршкој монархији 1690-1920: Историја идеје о држави и аутономији пречанских Срба. Нови Сад: Stylos.
- Микавица, Дејан (2007). Михаило Полит Десанчић, вођа српских либерала у Аустроугарској. Нови Сад: Stylos.
- Микавица, Дејан; Гавриловић, Владан; Васин, Горан (2007). Знаменита документа за историју српског народа 1538-1918. Нови Сад: Филозофски факултет.
- Микавица, Дејан (2011). Српско питање на Угарском сабору 1690-1918. Нови Сад: Филозофски факултет.
- Микавица, Дејан; Васин, Горан; Нинковић, Ненад (2013). Историја Срба у Црној Гори 1496-1918. Нови Сад: Прометеј.
- Микавица, Дејан (2015). Српска политика у Хрватској и Славонији 1538-1918. Нови Сад: Филозофски факултет.
- Микавица, Дејан (2016). Михаило Полит Десанчић. Нови Сад: Прометеј; РТВ.
- Микавица, Дејан; Лемајић, Ненад; Васин, Горан; Нинковић, Ненад (2016). Срби у Хабзбуршкој монархији 1526-1918. 1. Нови Сад: Прометеј.
- Микавица, Дејан; Лемајић, Ненад; Васин, Горан; Нинковић, Ненад (2016). Срби у Хабзбуршкој монархији 1526-1918. 2. Нови Сад: Прометеј.
- Микавица, Дејан (2017). Јован Суботић и Светозар Прибићевић. Нови Сад: Прометеј; РТВ.
- Микавица, Дејан (2017). Српска политика у Војводини 1526-1918. Нови Сад: Завод за културу Војводине.
- Микавица, Дејан; Васин, Горан; Нинковић, Ненад (2017). Срби у Црној Гори 1496-1918. Никшић: Институт за српску културу.
- Микавица, Дејан (2017). „Патријарх Јосиф Рајачић и Војводина као идеја српске државности у Хабзбуршкој монархији” (PDF). Патријарх Јосиф Рајачић и његово доба (1785-1861). Сремски Карловци; Београд: Епархија сремска; Архив СПЦ. стр. 67—95.
- Микавица, Дејан; Васин, Горан; Нинковић, Ненад (2018). Пречански Срби у Великом рату 1914-1918. Нови Сад: Прометеј; РТВ.
- Микавица, Дејан (2018). Српска политичка елита у Аустроугарској монархији: 1526-1860. 1. Нови Сад: Завод за културу Војводине.
- Микавица, Дејан (2018). Српска политичка елита у Аустроугарској монархији: 1860-1918. 2. Нови Сад: Завод за културу Војводине.